# Бао Сишун
Бао Сишун (кин: 鲍喜顺; 1951) је кинески пастир из унутрашње Монголије који је признат од стране Гинисове књиге рекорда као највиши живи човек на свету чак 2 пута. Ту титулу је преузео када је откривено како је виши од Радхуана Чарбиба из Туниса. Међутим, 7. августа 2007. године откривен је Украјинац Леонид Стадник који је од Сишуна виши више од 20 центиметара. Тиме је Сишуна изгубио ову титулу. Но, пошто Стадник није желео да се измери његова висина, Гинисова књига рекорда није могла потврдити да ли је он већи од Сишуна и тиме је опет преузео ову титулу. Но, 17. септембра 2009. године откривено је како је Турчин Султан Косен виши од Сишуна зато што је Косен дозволио да се његова висина измери. Тиме је Сишуна опет изгубио ову титулу.
Док је држао титулу највишег човека, често се појављивао у јавности. Године 2007. се оженио са Ксијом Шујуан (рођена 1979). У октобру 2008. године рођено је Баово прво дете. Када се родио, лекари су открили да је због рођења првог сина „јако срећан“, а сам Бао рекао је како се нада да ће дечак бити двометраш јер ће „онда моћи да игра кошарку. Баовом сину је по рођењу измерено 56 центиметара.
Његова измерена висина је 236 центиметара.